# Smith-Gletscher
Der Smith-Gletscher ist ein 160 km langer Gletscher mit geringem Fließgefälle im westantarktischen Marie-Byrd-Land. Er fließt vom Toney Mountain in ostnordöstlicher Richtung zum Crosson-Schelfeis an der Walgreen-Küste, das er zwischen der Bear-Halbinsel und Mount Murphy erreicht. Der zum Dotson-Schelfeis fließende Kohler-Gletscher ist ein Abzweig des Smith-Gletschers.
Der United States Geological Survey kartierte ihn anhand eigener Vermessungen und Luftaufnahmen der United States Navy aus den Jahren von 1959 bis 1965. Das Advisory Committee on Antarctic Names benannte ihn 1967 nach Philip Meek Smith (* 1932), stellvertretender Direktor des Polarprogramms der National Science Foundation, der zwischen 1956 und 1971 an zahlreichen Forschungsreisen in die Antarktis beteiligt war.